# Stargate Online
Stargate Online je webová hra na motiv seriálu Stargate, hrána přes prohlížeč. Vznikla v České republice a jedinou její jazykovou mutací je čeština. V současné době[kdy?] ji hraje přes 1000 hráčů.
Za hraní této hry není účtován žádný poplatek.

## Herní princip
Hra probíhá v tzv. herních rasách, každá rasa je vedena vůdcem a má svoji vládu. Současný počet herních ras je 12, avšak je možné, že do budoucna vzniknou další. Jeden herní věk trvá 2 měsíce, po kterých se uzavřou tabulky, proběhne hodnocení a restart hry. Během tohoto věku rasy válčí mezi sebou, aby dosáhly co největšího počtu planet.
Hraní této hry je zdarma, ale hráči si mohou zakoupit kredity, za které lze zaktivovat bonusové balíčky "Premium" a "Ultimate", které spolu přinášejí určité výhody, které pomáhají či jinak zvýhodňují hráče.
Na dodržování pravidel této hry dohlíží herní administrátoři.

## Vznik hry
Za vznikem této hry stojí skupina lidí okolo Azury (Pavel Vondrášek), který dal dohromady tým schopný vytvořit online hru třetího tisíciletí. Hra se již překlenula přes těžké začátky a nyní je ve fázi, kdy probíhají její poslední úpravy a dokončování. Počet hráčů od vzniku hry narůstá.

## Filozofie
Základní filozofií této hry je kolektivní řešení problémů ve spolupráci s hráči, kterým se admini snaží vyjít co nejvíce vstříc. Také je kladen důraz na to, aby každý hráč mohl využívat hru naplno bez jakéhokoliv placení. Hra je v neustálém vývoji a její autoři se snaží hru každým dnem vylepšovat.

## Technologie
Hra běží zatím pouze na jednom serveru a využívá následující technologie:
- jQuery 1.4.2 – Odstraněno ze zdrojových kódu hry při poslední velké aktualizaci
- PHP 5
- MySQL 5
- CSS 3
- HTML 4.01

Do budoucna je plánováno použít i AJAX